# Gyldendal Norsk Forlag
Gyldendal Norsk Forlag AS, cunoscută în mod obișnuit ca Gyldendal NF și în Norvegia adesea doar ca Gyldendal, este una dintre cele mai mari edituri norvegiene. Fondată în 1925, ea nu trebuie confundată cu editura Gyldendal, cu sediul central în Copenhaga, care a fost fondată în 1770 și care a fost anterior una dintre cele mai mari edituri atât din Danemarca, cât și din Norvegia.

## Gyldendal Norsk Forlag AS
Gyldendal Norsk Forlag AS a fost fondată în 1925 de un grup de investitori norvegieni care „au adus acasă” lucrările „celor patru mari scriitori norvegieni” (Henrik Ibsen, Bjørnstjerne Bjørnson, Jonas Lie și Alexander Kielland) și ale lui Knut Hamsun, care fuseseră publicate anterior de editura daneză Gyldendal. Harald Grieg a avut un rol central în această operațiune și a devenit noul director al companiei, iar Knut Hamsun a furnizat un capital semnificativ și a devenit cel mai mare acționar al acesteia.
Compania publică ficțiune, non-ficțiune, cărți școlare și cărți pentru copii. Gyldendal deține 50% din editura Kunnskapsforlaget, alături de Aschehoug, care publică enciclopedii, dicționare și alte cărți de referință, inclusiv Store norske leksikon. Gyldendal publică și revista literară Vinduet. Compania este organizată ca o divizie a Gyldendal ASA, o companie holding care este listată la Bursa de Valori din Oslo.
Gyldendal Norsk Forlag AS este formată din următoarele patru divizii: Gyldendal Litteratur, Gyldendal Undervisning, Gyldendal Akademisk și Gyldendal Rettsdata.

## Gyldendal ASA
Gyldendal ASA (OSE: GYL) este o companie holding cu sediul în Norvegia, care activează în sectorul editorial. Compania este operațională prin intermediul Gyldendal Norsk Forlag AS, o editură deținută integral, plus alte patru subsidiare: Ark Bokhandel AS, o librărie deținută integral; Kunnskapsforlaget ANS, o editură specializată în dicționare și enciclopedii, în care deține 50% din acțiuni; Forlagssentralen ANS, o companie care administrează logistica și operațiunile de transport ale companiei, în care deține 50% din acțiuni, și De norske Bokklubbene AS, un club de carte în care deține 48,5% din acțiuni.

## Directori
Începând din anul 1925, compusă Gyldendal a fost condusă de următorii directori:
- 1925-1941: Harald Grieg
- 1942–1944: Tore Hamsun
- 1945–1970: Harald Grieg
- 1970-1980: Ingebrikt Jensen
- 1980-1990: Andreas Skartveit
- 1990-1995: Nils Kåre Jacobsen
- 1995–2015: Geir Mork
- 2016 - prezent: John Tørres Thuv

## Legături externe
- Gyldendal Norsk Forlag
- Gyldendal ASA[nefuncțională]